# Bombylius painterorum
Bombylius painterorum är en tvåvingeart som först beskrevs av Hall och Neal L. Evenhuis 1981.  Bombylius painterorum ingår i släktet Bombylius och familjen svävflugor.
Artens utbredningsområde är Morelos (Mexiko). Inga underarter finns listade i Catalogue of Life.